# Чудо (мультфильм)
«Чудо» — советский короткометражный рисованный мультфильм по стихотворению Романа Сефа, созданный режиссёром Анатолием Петровым в 1973 году.
Третий из четырёх сюжетов мультипликационного альманаха «Весёлая карусель» № 5.

## Сюжет
В далёком будущем двое детей бегут через весь город, пересаживаясь с транспорта на транспорт, чтобы посмотреть на чудо. Этим чудом оказывается пробивающийся сквозь асфальт маленький росток берёзки.
Отрывок из стихотворения:

Ты увидишь просто чудо,
Удивительное чудо:
Там, где магазин «Посуда»,
Возле дома номер три,
Сквозь асфальт у перекрёстка
Пробивается берёзка.
Автор — Роман Сеф.

## Съёмочная группа
| автор стихов | Роман Сеф       |
| режиссёр     | Анатолий Петров |
| xудожник     | Ада Никольская  |
| композитор   | Шандор Каллош   |

## О мультфильме
Анатолий Петров… Виртуозное мастерство «одушевления», глубокое понимание динамической структуры эпизода, оригинальность в подходе к тематическому материалу вскоре сделали его одной из видных фигур среди режиссёров студии. Его «карусельные» сюжеты — «Голубой метеорит», «Чудо» — дышат романтикой молодости, яркостью красок, ощущением будущего, в которое устремлены сегодняшние дела и помыслы современников.
— Асенин С. В.